# Alejandra Menjívar
Alejandra Menjívar Guadrón (Santa Ana, 1985) es una política y activista LGBT salvadoreña. Participó en 2021 como candidata al Parlamento Centroamericano, lo que la convirtió en la primera persona transgénero en ser candidata a un cargo de elección popular en la historia de El Salvador.

## Biografía
Realizó estudios en la Escuela Centroamericana de Liderazgos LGBTIQ del Victory Institute en 2016 y en la Universidad de El Salvador, donde cursó la carrera de sociología.
Menjívar se unió al Frente Farabundo Martí para la Liberación Nacional (FMLN) en 2008 y en 2020 pasó a dirigir la Secretaría Nacional de Diversidad Sexual y Género del partido. También fue parte de organizaciones como la Red de Jóvenes Positivos y la Asociación Aspidh Arcoíris Trans. Participó en el proceso de creación de la agenda de gobierno del expresidente Mauricio Funes.
Para las elecciones legislativas y municipales de 2021, participó como candidata al Parlamento Centroamericano por el FMLN, convirtiéndose de este modo en la primera persona trans salvadoreña en participar en postularse a un cargo de elección popular. Durante la campaña, se mostró a favor de temas como una ley de identidad de género, la despenalización del aborto, el matrimonio entre personas del mismo sexo y los derechos de las personas migrantes y afrodescendientes.
En junio de 2021, Menjívar fue secuestrada mientras se encontraba en México y apareció unos días después. También anunció que había sufrido violencia durante su plagio y que pediría asilo político en México, dadas las amenazas y ataques que había sufrido en El Salvador.